# Aleksander Ansberg
Aleksander Ansberg (ros. Александр Янович Ансберг; ur. 27 lutego 1909 w Gatczynie, zm. 20 lutego 1975 w Tallinnie) – estoński i radziecki polityk, od 7 października do 22 grudnia 1970 przewodniczący Prezydium Rady Najwyższej Estońskiej SRR.
Członek Komunistycznej Partii Estonii. 1950–1952 zastępca przewodniczącego Rady Ministrów Estońskiej SRR, 1952–1953 przewodniczący komitetu wykonawczego Obwodowej Rady w Tallinnie, 1953–1963 minister kultury Estońskiej SRR, 1963–1970 zastępca przewodniczącego Prezydium Rady Najwyższej Estońskiej SRR. W 1970 tymczasowy przewodniczący Prezydium Rady. Odznaczony Orderem Lenina (1950).